# Линза (геология)

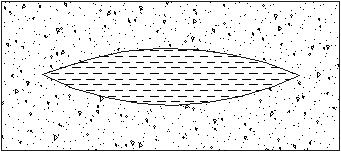
Линза

Линза — геологическое тело чечевицеобразной формы, имеющее максимальную мощность в центре и быстро выклинивающееся по всем направлениям. Так же известная как чечевицеобразная залежь. Его мощность невелика по сравнению с протяжённостью. Соотношение мощности к протяжённости у линз превышает 1/100, при меньшем соотношении говорят о линзовидном пласте. Линзы, сильно вытянутые в одном направлении называются шнуровидными телами. В виде линз и шнуровидных тел залегают русловые речные и озёрные отложения. Залегание горных пород в виде линз объясняется неравномерностью условий осадконакопления, метаморфизма, вулканизма и формирования интрузий.
Линзы могут образовывать многие осадочные, метаморфические и магматические горные породы — известняки, доломиты, соли, угли, песчаники, пески, глины, кварциты, базальты. Линзы также формирует лёд.

## Месторождения полезных ископаемых

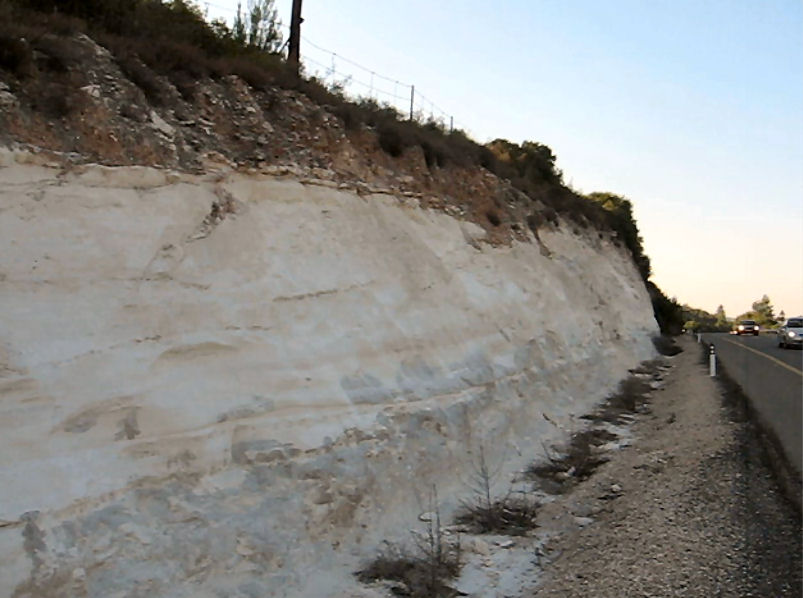
Линза кремнистого сланца в пласте мела

Месторождения соли в Окнеле-Мари имеют форму линз, протяжённостью 7,5 км с востока на запад и 3,5 км с севера на юг. С линзами песчаников, трещиноватых карбонатов и глин часто связаны нефтегазовые месторождения и техногенные скопления нефти. В песчаных линзах, залегающих в водоупорных породах, формируются залежи пресных вод. С линзами водоупорных грунтов (глин, суглинков и многолетмёрзлых) связано образование верховодки в зоне аэрации. Линзами залегают некоторые рудные полезные ископаемые.